# Peperomia bella
Peperomia bella är en pepparväxtart som beskrevs av Truman George Yuncker. Peperomia bella ingår i släktet peperomior, och familjen pepparväxter. Inga underarter finns listade i Catalogue of Life.